# Чонтвари, Тивадар Костка

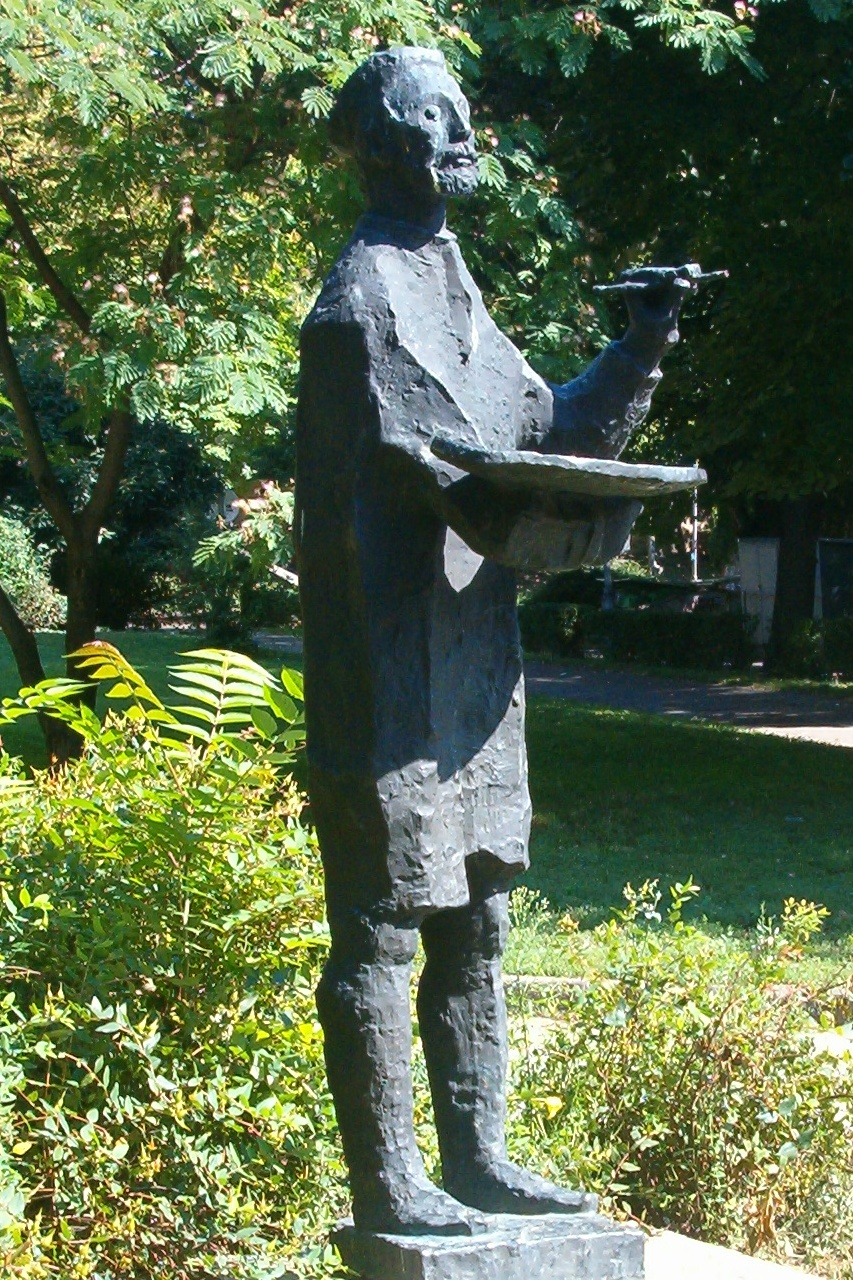
Памятник Чонтвари, Печ

Ти́вадар Ко́стка Чо́нтвари (венг. Csontváry Kosztka Tivadar, 5 июля 1853, Кишсебен, Австрийская империя, ныне Сабинов, Словакия — 20 июня 1919, Будапешт, Венгрия) — венгерский художник-самоучка.

## Биография
В 1865 году семья Чонтвари переехала в село Среднее (ныне Закарпатская область), а Тивадара отправили на обучение в коммерческое училище в Ужгороде. Он служил аптекарем, как и его отец. В 1881 году пережил озарение, предвещавшее ему судьбу великого живописца, «более значительного, чем сам Рафаэль». В 1883 году в Париже встретился с Михаем Мункачи, считавшимся крупнейшим венгерским живописцем. Путешествовал по Далмации, Италии, Греции, Северной Африке и Ближнему Востоку. В 1900 году сменил свою фамилию Костка на псевдоним Чонтвари.

## Творчество
Чонтвари начал заниматься живописью в середине 1890-х годов. Автор свыше ста картин. Большая часть из них, по стилистике близкая к экспрессионизму, была создана в 1903—1909 гг. Также в его картинах присутствовали черты магического реализма, символизма, мифического сюрреализма, постимпрессионизма.
Полотна Чонтвари выставлялись в Париже (1907, 1910) и других городах Европы, но не получили признания на родине. В Венгрии художник имел репутацию сумасшедшего из-за странностей поведения, аскетического образа жизни и склонности при общении впадать в пророческий тон. В последние годы он писал книги — памфлет «Энергия и искусство, ошибки цивилизованного человека» и исследование «Гений. Кто может, и кто не может быть гением». При жизни художник не продал ни одной своей картины. Основные работы художника собраны в музее города Печ.

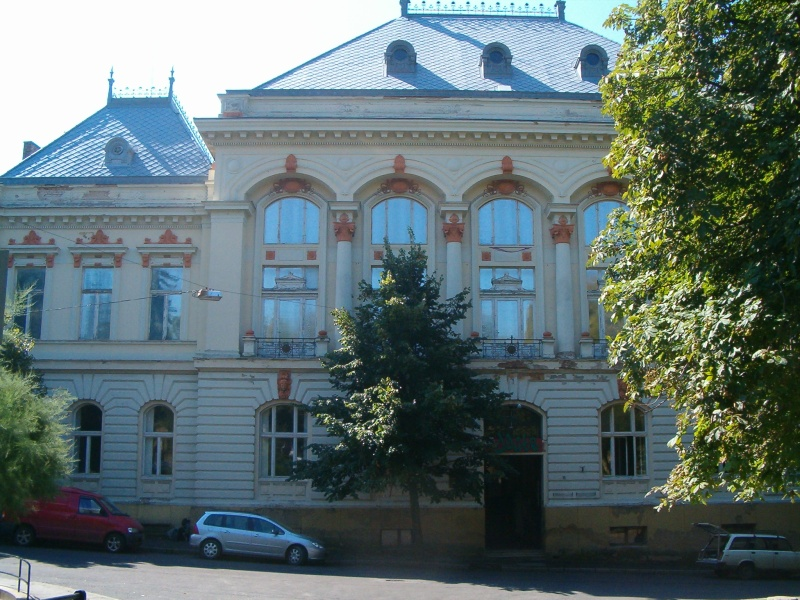
Музей Чонтвари, Печ

## Признание
Чонтвари посвящён одноимённый художественный фильм Золтана Хусарика (1980).

## Галерея

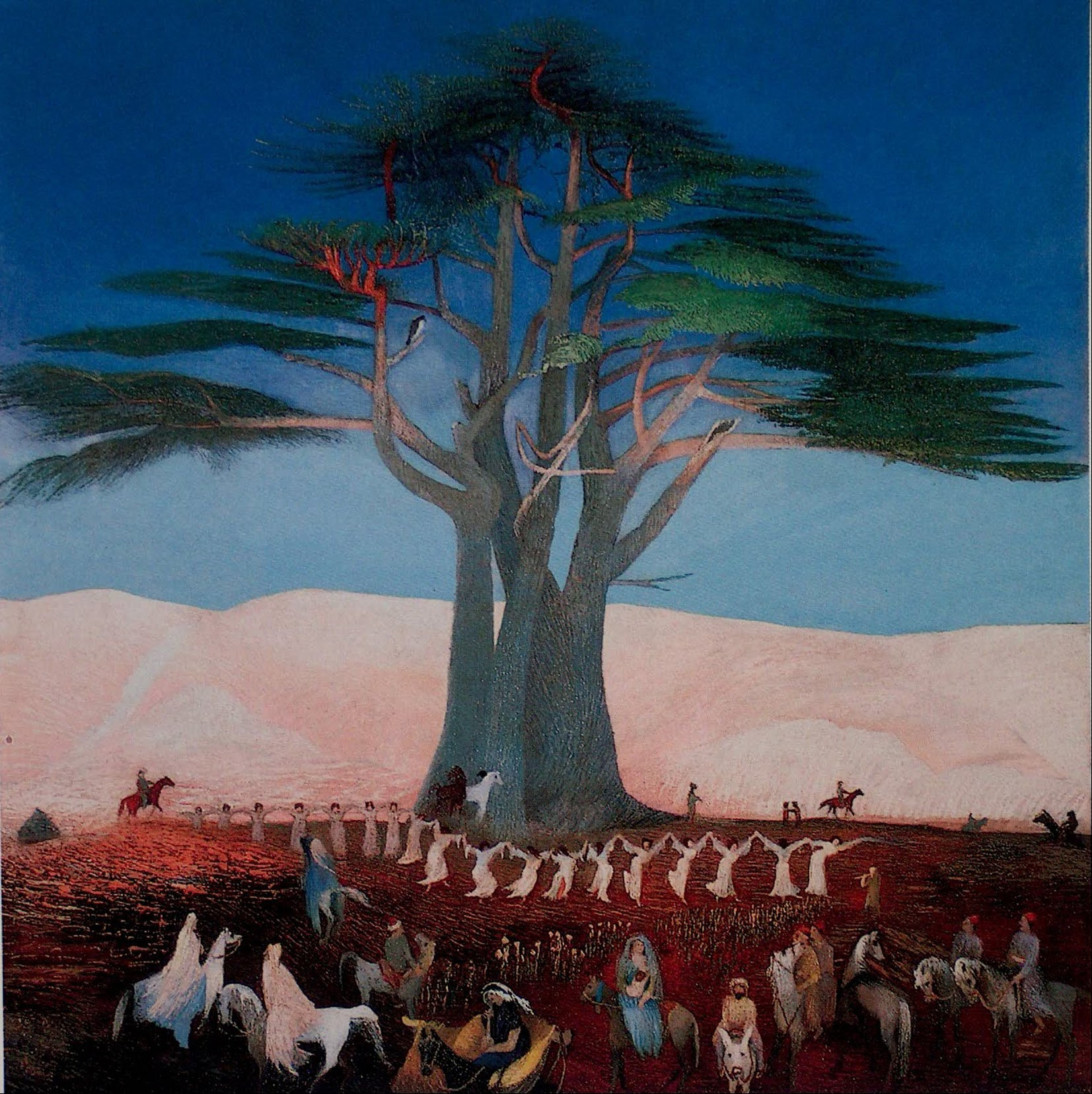
Паломничество к кедру ливанскому, 1907
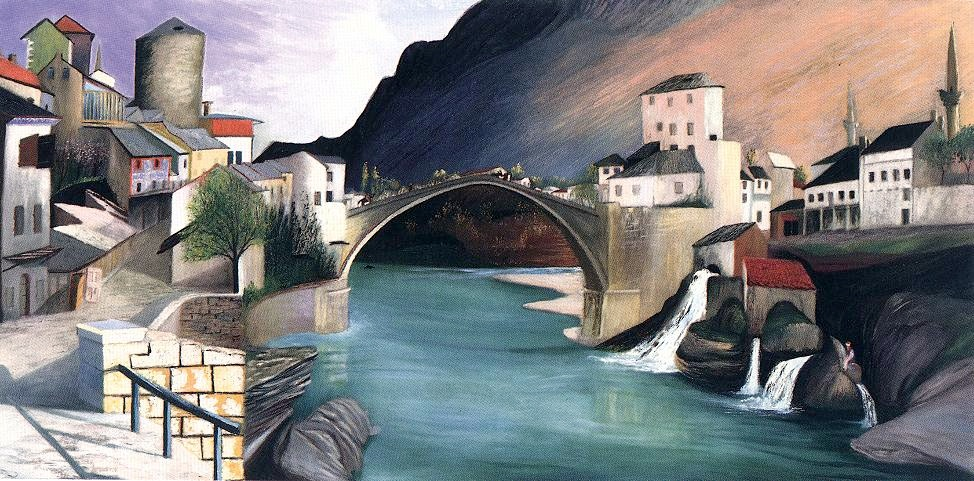
Мостар, римский мост, 1903
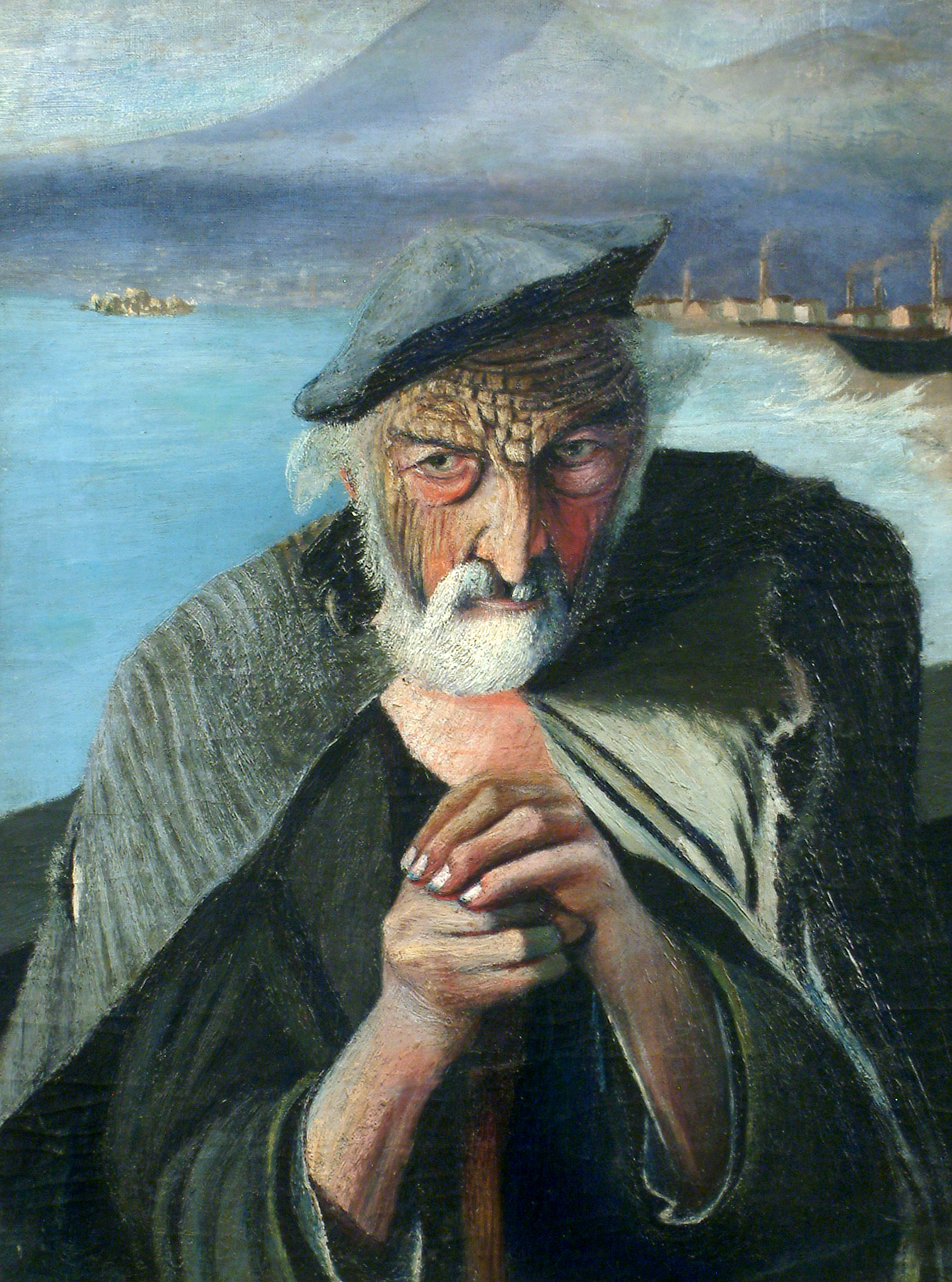
Старый рыбак, 1902

## Каталоги и монографии
- Csontváry rétrospective: Palais des beaux-arts Bruxelles, 7-25 décembre 1962. Budapest: 1962
- Pertorini R. Csontváry patográfiája. Budapest: Akadémiai Kiadó, 1966
- Németh L. Csontváry. Budapest: Corvina, 1971
- Tivadar Csontváry Kosztka. Minneapolis: Control Data Arts, 1981
- Csontváry Múzeum Pécs: az állandó kiállítás katalógusa. Budapest: Képzömüvészeti Alap Kiadóvállalata, 1984
- Рылёва А. Чонтвари: Апология наивности// Собраніе, 2004, № 1
- Кержнер Е. Аптекарь из Игло// Крещатик, 2005, № 2.